# Edgar Duvivier (Bildhauer, 1916)
Edgar Duvivier, auch Edgard Duvivier (* 16. Januar 1916 in Rio de Janeiro; † 1. August 2001 ebenda), war ein brasilianischer Bildhauer.

## Leben

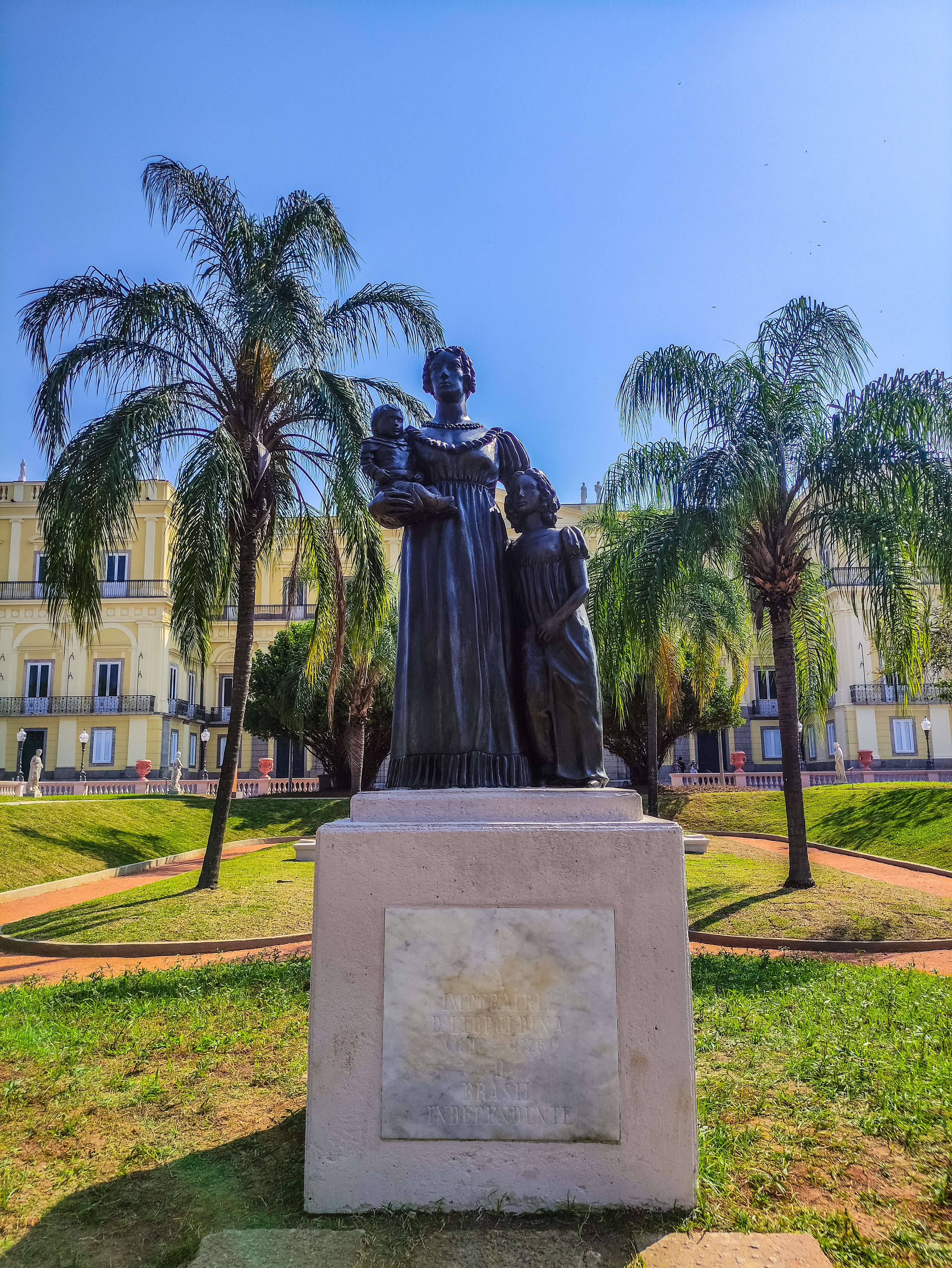
Monument der Kaiserin Leopoldina von Brasilien im Park des Museu Nacional da Universidade Federal do Rio de Janeiro

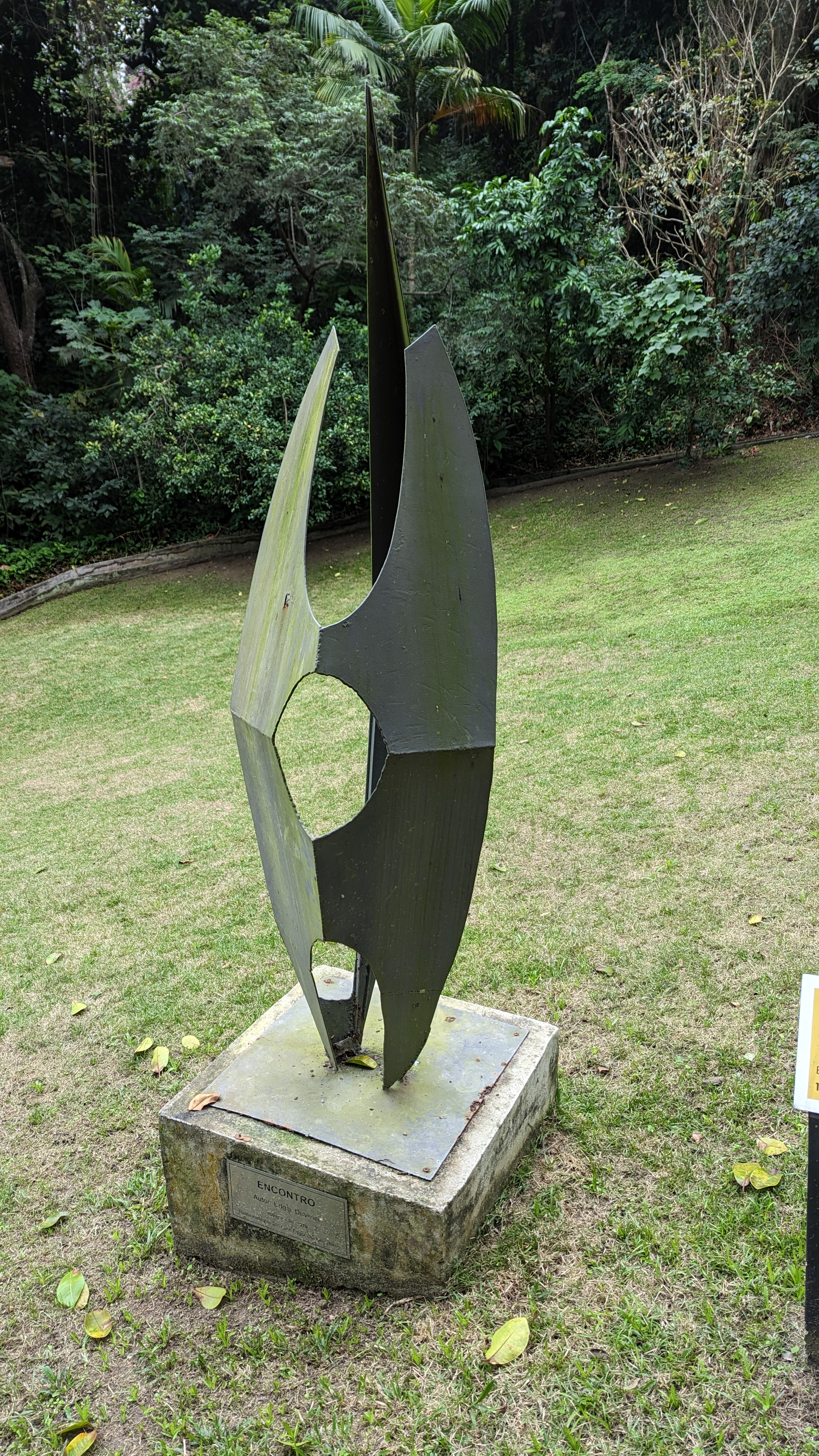
Encontro, 1960, Parque da Catacumba, Rio de Janeiro

Edgar Duvivier war ein Sohn von Eduardo Duvivier (1890–1965) und dessen Ehefrau, Aminta de Castro (1888–1977). Ab 1935 studierte er Rechtswissenschaften an der früheren Faculdade Nacional de Direito (Universidade Federal do Rio de Janeiro), ehe er sich 1944 als Autodidakt den bildenden Künsten zuwandte. In Rio de Janeiro studierte er Zeichnen bei Carlos Chambelland (1884–1950) und Bildhauerei bei Paulo Mazzuchelli (1899–1965).
Anfangs war er stark dem akademischen Realismus verpflichtet (Cristo Crucificado, 1947). Unter dem Eindruck der Gestaltung Brasílias durch Oscar Niemeyer in den 1960er Jahren kam er zu einer abstrakten Formensprache. Auch begann er, mit Materialien zu experimentieren (Silêncio, Solda e Corte, 1963). Konstruktivistische Plastiken entwickelte er unter dem Einfluss der Kunst von Antoine Pevsner und Naum Gabo. Auf Einladung des Kunstprofessors Gaston Manoel Henrique lehrte er 1970 an der Fakultät für Architektur und Städtebau der Universidade de Brasília.
Duvivier stellte seine Werke im Salão Nacional de Bela Artes in Rio de Janeiro aus, wo er 1945 eine Bronzemedaille, 1947 eine Silbermedaille und in den Jahren 1948 und 1954 eine Goldmedaille errang. In São Paulo erhielt er 1947 eine Bronzemedaille. 1953 nahm er am Salão Paulista de Bela Artes teil, 1963 an der Biennale von São Paulo.
Duvivier hatte mit Ivna Taumaturgo Mendes de Moraes, die er am 23. Juni 1942 geheiratet hatte, einen gleichnamigen Sohn, der ebenfalls Bildhauer wurde.